# Videoambiente
Il videoambiente è una forma artistica che consiste nel creare un ambiente interattivo in grado di coinvolgere lo spettatore con immagini e suoni. È considerato una particolare forma di videoarte. Proprio l'aspetto della interattività caratterizza il videoambiente fra le varie forme di videoarte (fra cui la videoinstallazione).